# Arue, Landes
Arue là một xã trong tỉnh Landes ở Aquitaine tây nam nước Pháp

## Biến động dân số
| 1962                                                            | 1968 | 1975 | 1982 | 1990 | 1999 | 2006 |
| --------------------------------------------------------------- | ---- | ---- | ---- | ---- | ---- | ---- |
| 379                                                             | 425  | 347  | 294  | 290  | 286  | 295  |
| Nombre retenu à partir de 1962: Population sans doubles comptes |      |      |      |      |      |      |

1. ↑  “Arue sur le site de l'Insee”. Bản gốc lưu trữ ngày 11 tháng 3 năm 2007. Truy cập ngày 7 tháng 3 năm 2009.